# Словесные названия российского оружия/С
Словесные названия российского оружия
А
Б
В
Г
Д
Е
Ё
Ж
З
И
К
Л
М
Н
О
П
Р
С
Т
У
Ф
Х
Ц
Ч
Ш
Щ
Э
Ю
Я
- «Сабля» — авиационная система радиотехнической разведки
- «Сабля» — авиационная РЛС бокового обзора
- «Саван» — танковая система управления огнём (Украина» — Франция)
- «Садко» — машины семейства ГАЗ-3308
- «Садко» — ледокольный сторожевой корабль проекта 97АП
- «Садко» — корабль обеспечения проекта 11570 (для атомных подводных лодок проекта 941)
- «Садовница» — БМД-4М (объект 960М)
- «Сажем» — танковый тепловизионный прицел
- «Саженец» — 203-мм специальный (ядерный) снаряд для пушки 2С7
- «Сажень» — лазерный дальномер (квантово-оптическая система)
- «Сазан» — авиационный прицел для торпедометания
- «Сайга» — семейство карабинов
- «Сайгак» — малый десантный корабль проекта 106К
- «Сайгак» — патрульный катер проекта 14081/14082 (катер-мишень)
- «Сайгак» — самолёт Ту-16ЛЛ (отработка вооружения самолёта М-17)
- «Салгир» — корабельный навигационный комплекс
- «Салют» — бортовая вычислительная аппаратура космического аппарата «Янтарь»
- «Салют» — серия пилотируемых космических станций ДОС-7К
- «Салют» — самоходная салютная установка 2А84
- «Салют» — Радиолокационный комплекс 5Н69 заводское название СТ-67
- «Саман» — имитатор воздушных целей 9Ф841
- «Самодержец» — перспективный комплекс ПВО-ПРО С-500 («Властелин»)
- «Самоцвет» — авиационный визир
- «Самум» — многофункциональная РЛС
- «Самшит» — авиационная оптико-электронная прицельная система
- «Самшит» — гидроакустический лаг ЛА-4
- «Самшит» — авто-рулевое корабельное устройство
- «Сангвин» — самоходный лазерный комплекс противодействия авиации
- «Сандал» — бесшнуровой телефонный коммутатор дальней конфиденциальной связи П-468
- «Сандал» — корабельная РЛС
- «Сани» — 120-мм миномётный комплекс 2С12
- «Санитар» — санитарная модификация тягача МТ-ЛБ
- «Сантиметр» — 152-мм артиллерийский КУВ 2К24
  - «Сантиметр-М» — 152-мм артиллерийский управляемый снаряд дальностью 18 км
  - «Сантиметр-М1» — 155-мм артиллерийский управляемый снаряд дальностью 20 км
- «Саня» — индикатор оптических систем
- «Сапер» — нож-мачете (лопата)
- «Сапсан» — подвесной оптико-электронный контейнер
- «Сапсан» — фрегат (проект)
- «Сапсан» — тепловизионная камера
- «Сапсан» — вертолёт Ми-8АМТШ-ВН для выполнения специальных задач связанных с десантированием и огневой поддержкой десантов
- «Сапфир» — авиационный радиолокационный прицел РП-21 (22)
- «Сапфир» — минный тральщик проекта 10750 [Lida]
- «Сарган» — экспериментальная подводная лодка
- «Сарган» — сторожевой катер проекта 1100М
- «Сармат» — стратегический ракетный комплекс РС-28 шахтного базирования [SS-X-30]
- «Сарыч» — эскадренный миноносец проекта 956 [Balcom-2] [Sovremenny]
- «Сатурн» — РЛС ПВО П-30М и П-35М
- «Сатурн» — авиационный радиоастрокомпас
- «Сатурн» — прибор для дешифрования рулонных фотоматериалов ПДН-7С
- «Сатурн» — армейский ракетный тактический комплекс (опытный)
- «Сатурн» — система ПРО (проект)
- «Сатурн» — авиационная оптическая поисковая система с ТВ каналом
- «Сафари» — самолёт Ан-28 с американскими двигателями
- «Сафари» — травматический револьвер
- «Сахалин» — автоматизированный комплекс РТР
- «Сахалин» — подвесной агрегат заправки (ПАЗ)
- «Сахароза» — 152-мм кассетные боеприпасы с 8 боевыми элементами
- «Сачок» — баллистический вычислитель 1В520 для БРМ-3К и ПРП
- «Саяны» — авиационный комплекс РЭП
- «Сбор» — автоматизированный тактический разведывательный комплекс
- «Сбор» — носимый поисковый УКВ радиоприёмник радиосетей ВДВ (Р-255ПП)
- «Сборка» — подвижный пункт разведки воздушных целей
- «Свет» — станция обнаружения гидроакустических сигналов МГ-13 для ПЛ
- «Свет» — станция звукоподводной связи МГ-15 для ПЛ
- «Свет» — система наведения
- «Свет» — мобильная станция радиоэлектронной разведки
- «Светлана» — аэрофинишёр С-2
- «Светляк» — сторожевой катер проекта 10410 [Svetlyak]
- «Светоч» — спутник военной связи 11Ф625 («Стрела-1М»)
- «Свеча» — реактивная бомба-ориентир для РБУ-2500
- «Свинец» — 125-мм БПС 3БМ42М; 3БМ48 («Свинец-2»)
- «Свиристелка» — 120-мм САУ 2С9-1
- «Свирь» — танковый КУВ 9К120 [AT-11 Sniper]
- «Свитязь» — летающий стартовый комплекс Ан-225 с РН «Зенит»
- «Свияга» — гидроакустическая станция звукоподводной связи МГ-15 для ПЛ
- «Свод» — авиационная радиотехническая система ближней навигации РСБН-2С
- «Свод-Встреча» — система РТ-обеспечения
- «Связка» — подвижная аппаратная дистанционного управления радиопередатчиками Р-151
- «Сдвиг» — РЛС П-12МП
- «Сдержанный» — большой противолодочный корабль проекта 61М
- «Север» — проект космического корабля для облёта Луны
- «Север» — глубоководный аппарат проекта 1825
- «Север» — эхоледомер для ПЛ МГ-518
- «Север» — серия автомобилей
- «Север» — корабельный РЛК управления оружием
- «Север» — переносная КВ радиостанция
- «Северок» — переносная КВ радиостанция
- «Северянка» — подводные лодки проекта 613 (C-148)
- «Сегмент» — корабельный астрокорректор
- «Сегмент» — ретрансляционная аппаратура на КА серии «Молния»
- «Сезон» — полевая волоконно-оптическая система передачи П-337
- «Секрет» — бронепапка
- «Секунда» — бесфутлярный бинокль
- «Секунда» — проект экраноплана-авианосца
- «Секция» — комплект оборудования для обработки фотоматериалов КОФ-1; −2
- «Селен» — оборонительная РЛС на Ту-4 (проект)
- «Селена» — корабль поисково-измерительный комплекс пр 1929
- «Селена» — бортовой комплекс связи и ретрансляции 83Т035АМ
- «Селена» — бинокль ночной БНВ-3
- «Селигер» — научно-исследовательское судно ВМФ проекта 11982
- «Селигер» — аппаратура телевизионной космической связи
- «Селигер» — радиоизотопный высотомер
- «Селигер» — система глубоководных аппаратов, используемая на подводных лодках проекта 611П
- «Сельсин» — система наведения
- «Селезень» — гладкоствольное охотничье ружьё ТОЗ-123 4-го калибра на базе полицейского КС-23
- «Сёмга» — ПЛ пр 671РТ [Victor-II]
- «Сенеж» — АСУ бригады ПВО 5С99МЭ
- «Серия» — разведывательный РЛК
- «Серна» — десантно-высадочный катер на воздушной каверне проекта 11770
- «Серна» — корабельная ГАС миноискания МГ-89
- «Серпей» — донная мина
- «Сетка» — оптико-электронный тренажёр АК-74 (1У37)
- «Сетка» — система защиты
- «Сетка» — радиовзрыватель 9-В-5672 (для боевых элементов кассетной авиабомбы)
- «Сеть» — прибор передачи информации
- «Сжатие» — система наведения
- «Сжатие» — самоходный лазерный комплекс (СЛК) на шасси гаубицы 2С19 «Мста С»
- «Сибирь» — низкоуровневый тепловизионный модуль
- «Сибирь» — ледокол проекта 51
- «Сибиряк» — самолёт для высокоширотной эксплуатации Ан-30Д
- «Сиваш» — монитор проекта 1190
- «Сивуч» — ракетные корабли на воздушной подушке проекта 1239 (Бора) [Dergach]
- «Сигма» — корабельный навигационный комплекс
- «Сигма» — корабельная БИУС
- «Сигма» — авиационная аппаратура радиационной разведки
- «Сигнал» — 15-мм сигнальный пистолет 7И3 и его патрон 7С8
- «Сигнал» — автоматизированная система боевого управления РВСН
- «Сигнал» — неконтактный взрыватель 3ВТ14
- «Сигнал» — базовый корабль РЛ дозора проекта 963
- «Сигнал» — измерительный ГАК
- «Сигнал» — штурманский астронавигационный перископ
- «Сигнал» — серия милицейских радиостанций 201А; 201АС; 402
- «Сигнал» — телеметрическая станция
- «Сизяк» — учебно-тренировочная станция комплекса «Смельчак»
- «Сила» — корабельный навигационный комплекс
- «Силуэт» — картографический КА («Янтарь-1КФТ») («Комета»)
- «Симбир» — автомобиль общего назначения УАЗ-3170
- «Символ» — стационарная станция спутниковой связи
- «Символ» — корабельная радио-оптико-электронная астронавигационной система
- «Символизм» — серия 152-мм специальных (ядерных) снарядов для пушек 2А36, 2С5
- «Симфония» — бронированная медицинская машина БММ-80 (на базе БТР-80)
- «Симфония» — морской навигационный комплекс
- «Синева» — БРПЛ Р-29РМУ2 (РСМ-54) [SS-N-28 Skiff]
- «Синица» — командно-штабная машина БМД-1Р на шасси БТР-Д
- «Синица» — мишенный комплекс (на базе С-75)
- «Синица» — КВ радиостанция Р-118 на шасси ЗИС-151
- «Синица» — подвижная КВ радиостанция Р-118
- «Синица» — ЗУР Р-103 (жидкостная)
- «Синичка» — вещательный радиоприёмник МП-64 для политработников
- «Синтез» — всплывающая антенна на ПЛ
- «Синтез» — корабельная система спутниковой навигации
- «Синус» — бортовая система индикации и управления ЛА
- «Синяя птица» — серия колёсных вездеходов ЗиЛ (ЗиЛ-4906, ЗиЛ-49061 и ЗиЛ-29061)
- «Сирена» — авиационная система индикации РЛС облучения
- «Сирена» — подводный транспортировщик
- «Сирена» — аппаратура засекречивания телефонных переговоров УКВ каналов связи Р-754
- «Сирена» — переносная радиостанция
- «Сирена» — проект МБР
- «Сирень» — авиационная станция РЭП СПС-141
- «Сирень» — двухплоскостной стабилизатор вооружения 2Э18 для танка Т-64
- «Сирень» — танковый радиолокационный дальномер 1РД17
- «Сирень» — серия спецсредств с CS
- «Сирень» — узел радиоперехвата телефонных передач КВ диапазона Р-322В
- «Сирень-7» — 23-мм патрон к ружью КС-23 с контейнером, содержащим ирритант CS
- «Сириус» — станция звукопроводной связи
- «Сириус» — квантово-оптическая система (КОС)
- «Сириус» — проектный ударный беспилотный летательный аппарат («Иноходец-РУ»)
- «Система» — система управления танковым огнём
- «Сич» — космический аппарат
- «Скала» — радиолокационная система управления (4Р43) ракетным комплексом «Редут»
- «Скальп» — ядерная авиационная глубинная бомба СК-1 (5Ф48)
- «Скальпель» — летающий госпиталь Ил-76МД, Ан-26М
- «Скаляр» — комплекс радиоприёмных устройств Р-774 для ВМФ
- «Скат» — атомная подводная лодка с крылатыми ракетами проекта 670 [Charlie-I]
- «Скат» — десантные катера на воздушной подушке проекта 1205 [Gus]
- «Скат» — корабельный ГАК МГК-540 (500; 503; 520)
- «Скат» — опытная глубинная атомная бомба
- «Скат» — погружающееся стартовое устройство с МБР пр 602 (проект)
- «Скат» — антенна с ФАР РЛПК «Оса»
- «Скат» — защитный бронешлем
- «Скат» — специальный защитный (противоосколочный) комбинезон
- «Скат» — малозаметный ударный БПЛА
- «Скафандр» — гидроакустическая станция МГА-2 спасательных судов
- «Скворец» — переносная радиостанция Р-138
- «Скворец» — 57-мм НАР АРС-57 (С-5)
- «Скворец» — радиовзрыватель для 80-мм НАР
- «Скип» — авиационная радиосистема дальней навигации А-720 (РСДН-10)
- «Скиф» — самозарядный пистолет МР-448
- «Скиф» — боевая космическая станция 17Ф19ДМ («Полюс»)
- «Скиф» — ПТРК Р-2
- «Скиф» — малогабаритный тепловизор ПН
- «Скиф» — бронешлем
- «Скоба» — НАР ТРС-10Ф (С-10Ф)
- «Скол» — разведывательный комплекс
- «Скопа» — миниатюрный тепловизор
- «Скорость» — подвижный грунтовый ракетный комплекс 15Ж66
- «Скорпион» — авиационный ПТУР (экспортная «Фаланга»)
- «Скорпион» — ракетно-артиллерийский катер пр 12300
- «Скорпион» — бронеавтомобиль с АГС и Корд на базе УАЗ-3159
- «Скорпион» — проект корабля носителя МБР проекта 909
- «Скорпион» — мобильный барьер МБ для спецопераций
- «Скорпион» — переносной ПТРК (проект)
- «Скорпион» — разгрузочный жилет
- «Скорпион» — бронежилет
- «Скосок» — очки ночного видения ОВН-1
- «Скрежет» — бронетранспортёр для перевозки расчётов зенитных ракетных комплексов БТР-ЗД в двух вариантах: со стеллажами для ПЗРК и установкой ЗУ-23-2
- «Скрытность» — РЛС
- «Скумбрия» — корабельное радиопередающее устройство
- «Славутич» — командное судно проекта 994
- «Славянка» — десантный катер проекта 20150
- «Сланец» — активная радиолокационная ГСН повышенной дальности
- «След» — кабелеукладчик П-286 на базе тягача АТС-59
- «След» — комплекс технических средств оповещения и информации П-166Ц
- «Слепень» — речной артиллерийский катер проекта 1208 [Yaz]
- «Слепок» — комплекс средств автоматизации управления огнём ракетной бригады 9С729М
- «Слива» — корабельный КВ радиопередатчик Р-647
- «Слойка» — ядерный заряд РДС-6С
- «Слон» — измеритель параметров полевых линий связи П-324
- «Смальта» — авиационная бортовая станция постановки групповых помех изделие Л-001
- «Смежник» — БПЛА
- «Смельчак» — 240-мм артиллерийский КУВ 1К113 для 2С4
- «Смелый» — корабельный комплекс РЭБ ПК-10
- «Смелый» — эскадренный миноносец проекта 30-бис;31 [Skory]
- «Смерч» — авиационный радиоприцел РП-С
- «Смерч» — авиационная РЛС
- «Смерч» — автоматизированный комплекс связи Р-781М
- «Смерч» — реактивная бомбомётная установка РБУ-1000, −2500, −6000
- «Смерч» — 300-мм РСЗО БМ-30 (9К58)
- «Смерч» — водородно-кислородный разгонный блок 14С40 (проект)
- «Смерш» — комплект полевого снаряжения
- «Смерш» — боевой нож (развитие финки НКВД)
- «Смета» — корабельная система управления постановкой пассивных помех
- «Смоква» — аппаратура РЭБ
- «Смола» — 240-мм специальная (ядерная) мина для миномётов 52-М-864, 2С4
- «Снайпер» — ночной прицел
- «Снег» — 140-мм морская РСЗО А-223
- «Снег» — самолётный оптический прицел АСП-4Н
- «Снег» — сторожевой корабль IV серии проекта 39
- «Снегирь» — авиационная аппаратура передачи данных
- «Снегирь» — неконтактный радиовзрыватель
- «Снегирь» — корабельная станция космической связи
- «Снегирь» — станция обнаружения кильватерного следа МНК-100 («Колос»)
- «Снегирь» — инфракрасная ГСН для ПКР П-15
- «Снегирь» — проект лёгкого армейского вертолёта Ми-52-1
- «Снежинка» — радиопередатчик
- «Соболь» — патрульный катер проекта 12200
- «Соболь» — КВ радиостанция Р-118БМ3 на шасси ГАЗ-63 или ГАЗ-66
- «Соболь» — ракета-мишень РМ-207А
- «Соболь» — авиационная РЛС («Орёл»)
- «Соболятник» — радиолокационная станция 1Л278 для размещения на БПЛА
- «Сова» — авиационный прицельно-поисковый комплекс
- «Сова» — оперативно-тактический ракетный комплекс («Марс»)
- «Сова» — прибор ночного видения унифицированный
- «Сова» — акустическая система разведки
- «Сова» — корабельный комплекс оптико-электронного подавления
- «Совершенствование» — перспективный танк Т-95 (об195)
- «Советник» — вертолётный комплекс специального технического контроля
- «Сода» — танковая противонапалмовая система
- «Согжой» — пограничный катер на воздушной каверне пр 14230
- «Сож» — танковый прицел
- «Сож» — навигационный комплекс ПЛ
- «Созвездие» — корабельный комплекс РЭБ МП-510
- «Созвездие» — самоходная салютная установка 2А85
- «Созидание» — гранатомёт
- «Сойка» — радиопеленгатор
- «Сокол» — авиационный радиолокационный прицел РП-6
- «Сокол» — УКВ радиостанция Р-352
- «Сокол-М» — УКВ радиостанция Р-392
- «Сокол» — малый противолодочный корабль на подводных крыльях проекта 1141 [Babochka] и проекта 1145 [Mukha]
- «Сокол» — пограничные сторожевые катера проекта 23505
- «Сокол» — перспективная бортовая РЛС с ФАР Н031 («Жук-МСФ»)
- «Сокол» — морская крылатая ракета П-20
- «Сокол» — астроинерциальная система управления РУ-6-2П
- «Сокол» — 125-мм перспективный танковый КУВ
- «Сокол» — авиационный скафандр (для экипажа Т-4)
- «Сокол» — испытательный стенд ЭУ «Кристалл» для ПЛ
- «Сокол» — прибор наблюдательный бинокулярный ПНБ-3
- «Сокол» — многоцелевой самолёт М-201
- «Сокол» — прицел ПТРК «Метис-М»
- «Сокол» — система управления движением космического аппарата («Зенит»)
- «Сокол» — сторожевой корабль проекта 42
- «Солнце» — корабельный теплопеленгатор
- «Солнцепёк» — тяжёлая огнемётная система ТОС-1А
- «Соловей» — авиационный СВ-КВ приёмник УС-9
- «Сом» — дизель-электрические подводные лодки проекта 641Б [Tango]
- «Сом» — буксировщик водолаза
- «Сом» — авиационный прицел для торпедометания
- «Сом» — разгрузочный жилет М32
- «Соната» — авиационная аппаратура РЭБ
- «Сопка» — буксируемый береговой ракетный комплекс С-2 [SSC-2 Samlet]
- «Сопка» — РЛС 69Ж6
- «Сорбция» — авиационная бортовая станция РЭБ Л-005С
- «Сорока» — БТРД-КШМ, командно-штабная машина на шасси БТР-Д, звена «полк-бригада», оборудованная средствами связи и БПЛА «Шмель»
- «Сорока» — БПЛА
- «Сосна» — ЗПРК
- «Сосна» — КВ/УКВ радиоприёмник Р-160
- «Сосна» — мобильная радиостанция Р-161А2-М2 на шасси ЗиЛ-131
- «Сосна» — антенно-мачтовое устройство
- «Сосна» — семейство танковых многоканальных прицелов
- «Сосна» — РЛС ПВО/ПРО
- «Сосна» — танк Т-64Б1
- «Сосна» — экспортная гиперзвуковая ЗУР («Багульник»)
- «Сосник» — измерительная аппаратура П-320С
- «Сотка» — бомбардировщик Т-4
- «Союз» — ракета-носитель 11А511
- «Союз» — космический корабль 11Ф615
- «Спартак» — бронеавтомобиль многоцелевого назначения
- «Спартак-49» — 7,62-мм однозарядная спортивная винтовка С-49
- «Спасатель» — экраноплан проекта 902С (9037)
- «Спасатель» — морской буксир-спасатель/ПСКР проекта 733
- «Спектр» — корабельная станция обнаружения лазерного излучения
- «Спектр» — машина 1В118 (на базе БТР-80) системы управления огнём батареи САУ 2С23 «Нона-СВК»
- «Спектр» — бортовая аппаратура командного управления 11Г6 (МиГ-31)
- «Спектр» — авиационный ИК пеленгатор
- «Спектр» — искусственный спутник Земли
- «Спектр» — многофункциональный моделирующий комплекс
- «Спектр» — модуль ОКС «Мир»
- «Спектр» — аппаратура шумовых помех П-217А
- «Спектр» — шифровальная машина М-100
- «Спин» — аппаратура обнаружения телевизионных и оптико-электронных средств
- «Спираль» — авиационно-космическая система
- «Спичка» — светошумовая граната
- «Сплав» — пункт управления и наведения Э-501 (комплекса Э-500)
- «Спринт» — лазерный целеуказатель
- «Спринт» — корабельный комплекс РЭБ МП-401С
- «Спринтер» — ПТРК
- «Спрут» — ПТРК
- «Спрут» — 125-мм самоходная/буксируемая противотанковая пушка 2А45; 2А45М; 2С25; (9С33)
- «Спрут» — пункт управления и наведения истребительной авиации
- «Спрут» — стационарная радиостанция средней мощности
- «Спрут» — комплекс антенных устройств
- «Спрут» — корреляционная система наведения КР Х-55
- «Спрут» — ПУСТБ-1123
- «Спрут» — дрейфующий прибор гидроакустического подавления
- «Спрут-Тунец» — система гидроакустического противодействия торпедам
- «Спутник» — тепловая ГСН для С-2 «Сопка»
- «Спутник» — орбитальный вариант ракетоплана Ту-136
- «Спутник» — ракета-носитель 8А91 на базе МБР Р-7А
- «Ставрополь» — корабельный автомат пеленга и дистанции (АПД)
- «Стадион» — КВ радиостанция Р-118АМ на шасси БТР-152
- «Сталинград» — прибор управления торпедной стрельбой
- «Сталинград» — тяжёлый крейсер пр 82
- «Сталинец» — серия советских гусеничных тракторов, в том числе двойного назначения
  - «Сталинец-60» — гусеничный трактор С-60, производившийся в 1933-1937 годах
  - «Сталинец-65» — гусеничный трактор С-65, производившийся в 1937-1941 годах
- «Сталинец-2» — средний артиллерийский тягач С-2
- «Сталкер» — перспективная БРМ 2Т
- «Сталкер» — модульный разгрузочный жилет ЖТУ
- «Стандарт» — самолёт для проверок работы аэродромных радиотехнических средств Ан-26КПА («Калибровщик»)
- «Старт» — ракета-носитель (на базе МБР РС-12М)
- «Старт» — корабельный комплекс РЭБ МП-405
- «Старт» — электронно-вычислительный комплекс
- «Старт» — марка твёрдого топлива 2-й ступени МБР РТ-23
- «Статор» — 280-мм самоходная артиллерийская установка СМ-79
- «Статус» — океанская многоцелевая система вооружения
- «Стационар» — стационарный спутник связи
- «Створ» — корабельная РЛС
- «Стеллит» — малогабаритная антенна для ПКП (15Э1859)
- «Степь» — авиационная подвесная станция РЭБ СТ-9000
- «Степь» — подвижная ремонтно-техническая база Бр-211 (2У659)
- «Стерегущий» — пограничный сторожевой корабль пр 31511
- «Стерегущий» — малозаметный сторожевой корабль пр 20380 («Тигр»)
- «Стереоскоп» — станция спутниковой связи общего назначения
- «Стерх» — космический аппарат
- «Стерх» — комплекс воздушного наблюдения (БПЛА + наземное оборудование)
- «Стефанит» — комплекс технических средств АКОС П-167
- «Стилет» — бортовой комплекс космического аппарата «Скиф-Стилет»
- «Стилет» — самоходный лазерный комплекс (СЛК) первого поколения
- «Стилет» — система наведения
- «Столб» — авиационная ИК прицельная система
- «Страж» — автоматизированный радиолокационный и оптико-электронный комплекс охраны
- «Страж» — бронежилет
- «Стражник» — бесствольный пистолет самообороны
- «Стратосфера» — высотный самолёт М-17
- «Стрекоза» — аппаратура засекречивания телекодовой информации
- «Стрекоза» — малый БПЛА
- «Стрела» — серия переносных и самоходных зенитных ракетных комплексов
  - «Стрела-1» — самоходный зенитный ракетный комплекс 9К31 на базе БРДМ-2 (боевая машина 9А31) [SA-9 Gaskin]
  - «Стрела-1М» — самоходный зенитный ракетный комплекс 9К31М на базе БРДМ-2 (боевая машина 9А31) [SA-9 Gaskin]
  - «Стрела-2» — переносной зенитный ракетный комплекс 9К32 [SA-7 Grail]
  - «Стрела-2М» — переносной зенитный ракетный комплекс 9К32М [SA-7B Grail]
  - «Стрела-3» — переносной зенитный ракетный комплекс 9К34 [SA-14 Gremlin]
  - «Стрела-10» — самоходный зенитный ракетный комплекс 9К35 на базе МТ-ЛБ (боевая машина 9А35) [SA-13 Gopher]
  - «Стрела-10СВ» — самоходный зенитный ракетный комплекс
  - «Стрела-10М» — самоходный зенитный ракетный комплекс 9К35М на базе МТ-ЛБ, отличается новой головкой самонаведения ракет 9К37М
  - «Стрела-10М2» — самоходный зенитный ракетный комплекс 9К35М2
  - «Стрела-10М3» — самоходный зенитный ракетный комплекс 9К35М3
  - «Стрела-10М3-К» — самоходный зенитный ракетный комплекс 9К35М3 на базе БТР-60 (боевая машина 9А35М3-К)
  - «Стрела-10М4» — самоходный зенитный ракетный комплекс 9К35М4
  - «Стрела-10МН» — самоходный зенитный ракетный комплекс
- «Стрела» — морской ЗРК [SA-N-5 Grail]
- «Стрела» — бортовой комплекс аппаратуры связи самолётов Ту-142МК-МЗ
- «Стрела» — ракета-носитель 15A20 (14А036) на базе РС-18
- «Стрела» — ПКР КСС (опытная)
- «Стрела» — стационарный противокорабельный ракетный комплекс
- «Стрела» — опытная НАР АРС-190 (ТРС-190, С-19)
- «Стрела» — гиперзвуковая летающая лаборатория (ГЭЛА)
- «Стрела» — базовый тральщик II серии пр 53
- «Стрела» — наземная система контроля комплекса ДБР-1
- «Стрела» — опытный истребитель С-1
- «Стрела» — серия КА обеспечения военной связи
- «Стрела» — станция РЭБ на самолёте Як-28ПП
- «Стрела» — 5,6-мм малокалиберная целевая винтовка под патрон кольцевого воспламенения МЦВ-55
- «Стрела-3» — 5,6-мм малокалиберная произвольная винтовка под патрон кольцевого воспламенения МЦВ-59
- «Стрела-3» — 23-мм патрон с пластиковой пулей травматического действия к ружью КС-23
- «Стрелец» — комплект аппаратуры управления и пусковых модулей для ракет ПЗРК «Игла»
- «Стрелка» — самолёт Ла-160
- «Стрелок» — морской минный тральщик проекта 266ДМ (проекта 02666)
- «Стремнина» — авиационная система радиосвязи
- «Стриж» — комплекс беспилотной оперативно-тактической разведки ВР-2 с БПЛА Ту-141
- «Стриж» — надувная лодка (десантная)
- «Стриж» — мишенный комплекс с ракетой-мишенью РМ-245
- «Стриж» — переносная КВ радиостанция Р-394КМ
- «Стриж» — 450-мм авиационная телеуправляемая торпеда Т-67
- «Стриж» — авиационная поисково-прицельная система
- «Стриж» — самоходная надувная шлюпка
- «Стриж» — учебно-тренировочный экраноплан пр 19500
- «Стриж» — зенитный реактивный снаряд ЗРС РЗ-115 «Ворон»
- «Стриж» — самолёт Су-17М [Fitter-D]
- «Стриж» — проект учебно-боевого самолёта Т-501
- «Строй» — комплекс беспилотной тактической разведки с БПЛА «Пчела»
- «Структура» — гидроакустическая станция звукоподводной связи МГ-55
- «Струна» — РЛС защиты ответственных объектов 52Э6
- «Стугна» — 100-мм танковый комплекс управляемого вооружения
- «Стукалка» — аварийная ГАС МГС-29
- «Судья» — опытный авиадесантный лёгкий плавающий танк (об934)
- «Сумрак» — маскировочный костюм
- «Суперкопье» — авиационная бортовая РЛС
- «Сура» — нашлемная система целеуказания
- «Сура» — авиационный теплопеленгатор
- «Сура» — РЛС П-12МА (1РЛ14МА)
- «Сура» — авиационный автоматический радиокомпас АРК-22
- «Сургут» — радиолинии мобильной правительственной связи (на КА)
- «Сурикат» — носимый комплекс РЭБ для крепления на разгрузку
- «Сурок» — 240-мм реактивный снаряд М-24ФУД для РСЗО БМ-24
- «Сухогруз» — авиационная станция постановки оптико-электронных помех Л-166С1
- «Сухожилие» — многоцелевая бронированная медицинская машина (БММ) на базе БТР-90
- «Сухона» — морской минный тральщик проекта 317 [Alesha]
- «Суша» — семейство унифицированных армейских грузовых автомобилей повышенной проходимости (Урал-4322, Урал-5323, Урал-43222, Урал-43224, Урал-53234, Урал-4422, Урал-44221-862)
- «Сфера» — геофизическая ракета-носитель на базе оперативно-тактического ракетного комплекса «Ока»
  - «Сфера-М» — геофизическая ракета-носитель на базе оперативно-тактического ракетного комплекса «Ока-У»
- «Сфера» — система управления торпедной стрельбой
- «Сфера» — корабельный ПУС артиллерии
- «Сфера» — авиационная система дальней навигации
- «Сфера» — защитный шлем ССШ-94
- «Сфера» — серия разведывательных КА («Космос-3М»)
- «Сыч» — портативный тепловизор-дальномер
- «Сыч» — авиационная аппаратура целеуказания
- «Сюжет» — корабельный навигационный комплекс
- «Сюжет» — пункт приёма и обработки информации от метеорологических космических аппаратов 14Б729
- «Сюрприз» — дубинка ПУС-3 (телескопическая и раскладная)